# Strašidla (Palahniuk)
Strašidla, Román (z) povídek (v orig. Haunted, A Novel of Stories, název je vlastně příčestím minulým od slovesa haunt, což znamená navštěvovat, obcházet, strašit) je sbírka povídek a básní amerického spisovatele Chucka Palahniuka. Jde o jeho nejrozsáhlejší dílo, stavěné po vzoru Chaucerových Povídek canterburských. Kniha vyšla v originále v nakladatelství Doubleday v roce 2005, v českém překladu Richarda Podaného v roce 2007 v nakladatelství Odeon.

## Děj a stavba
Kniha se skládá z třiadvaceti povídek, které jsou po vzoru renesančních novel spojeny tzv. rámcovou novelou – příběhem, ve kterém si různé osoby tyto povídky vyprávějí. Po vzoru Chaucerových Povídek canterburských vypráví každou povídku jedna postava (některé postavy vyprávějí více povídek) jako svou autobiografii. Každé postavě je také před její první povídkou věnovaná volně veršovaná báseň, vyjadřující básnickými prostředky její charakter. Sbírka má také básnický prolog, nazvaný Morčata.
Rámcová novela je hořkou satirou na televizní reality show, v němž jsou osoby nuceny strávit čas spolu v nějaké budově a přitom jsou sledovány. Děj popisuje experiment jistého pana Whittiera, který vytvoří spisovatelskou kolonii – několik lidí stráví čas v určitém objektu (opuštěném divadle), aby tam vytvořilo mistrovská literární díla (žádný z nich je nevytvoří). Je jim umožněn únik ze života, což je také důvod, proč se do kolonie většina z nich přihlásí. Jednotlivé postavy až na dvě výjimky nemají jména, jsou označováni pouze bizarními přezdívkami (např. Kníže Vandalů, Negativní náčelnice, Šéfkuchař vrah) Jsou ale zklamáni podmínkami v domě, krátí si čas v něm vyprávěním autobiografických příběhů. Když pan Whittier zemře, nemohou se dostat z divadla a dochází proto k hrůzným činům – vraždí se navzájem, mrtvá těla svých kolegů pak jedí, protože si zničili zásoby jídla, které jim nechutnalo. Ukáže se, že pan Whittier byl ve skutečnosti třináctiletý chlapec, trpící předčasným stárnutím a vypadající proto jako starý muž. V závěru se ukáže, že pan Whittier zemřel jen zdánlivě a rámcová novela má tedy relativně šťastný konec.
Jednotlivé povídky a postavy často vychází z ostatních Palahniukových románů, např. povídka Nožba a její vypravěčka, nazývaná Matka příroda, se vrací tématu Ukolébavky. Náměty povídek jsou většinou absurdní, přitom ale temné a cynické (např. pohlavní zneužívání figurín k policejním rekonstrukcím detektivy, možnost vraždy pomocí masáže nohou, milionáři, které z důvodů módní vlny předstírají, že jsou bezdomovci), nepostrádají ale smysl pro černý humor. Nejslavnější povídkou je ta první, nazvaná Střeva (Guts), kterou vypráví muž, označovaný jako Svatý Nestřeva. Líčí při ní, jak si kdysi nechal v rámci pubertálních masturbačních experimentů sát anus bazénovým filtrem. Bazénový filtr ovšem anus nasál a vytrhl mu tlusté střevo, které si Nestřeva musel ukousnout, aby si zachránil život. Povídka byla napsaná dlouho před Strašidly, poprvé byla publikována v roce 2003 v časopise Playboy, autor ji několikrát předčítal na turné před vydáním románu Deník. Při autorských čteních této povídky omdlelo několik desítek lidí.